# Vaxholmslinie
Die Vaxholmslinie (auch Vaxholms innere Befestigungslinie genannt) war zwischen 1914 und 1925 die Hauptbefestigungslinie im Stockholmer Schärengarten. Sie erstreckte sich von Värmdö im Osten über Rindö, Växön, Edholma bis nach Lillskär im Westen. Die Vaxholmslinie bestand aus einer Serie von Artilleriestellungen und Minensperren, welche die Schifffahrtslinie von und nach Stockholm, zwischen Värmdö im Osten und Resarö im Westen, schützen sollte. Besonders hervorzuheben sind hier die wichtigen Seestraßen Oxdjupet und Kodjupet.

## Geschichte
Ab dem Jahr 1914 war die Vaxholmslinie die Hauptverteidigungslinie. Nach 1925 wurde diese Aufgabe an Vaxholms äußere Verteidigungslinie übertragen und die Vaxholmslinie wurde abgewickelt. Die Verteidigungslinie bestand aus insgesamt 23 Stellungen, welche sich von der 1. Batterie im Osten, auf Nord-Värmdö bis zur 16. Batterie im Westen auf der kleinen Insel Lillskär, außerhalb von Kullö, erstreckte. Die Linie war in drei Sektionen aufgeteilt. Die erste Sektion hatte den Namen Värmdölinie und beinhaltete die Batterien eins bis sieben.
Die größeren Stellungen in dieser Linie waren Myttingefortet, Vretafortet und die 7. Batterie auf Värmdö (alle zwischen 1899 und 1903 gebaut), Rindö Redoute (gebaut 1858–1863) mit der dazugehörenden 12. Batterie (gebaut Mitte der 1870er-Jahre) und Byviksbefestigung (gebaut 1897–1900) alle auf Rindö.
Auch die Festung Vaxholm (Komplett umgebaut im Jahr 1833) und die Festung Oskar Fredriksborg (Eingeweiht 1877) waren Teil der Vaxholmslinie. Nicht alle Batterien blieben bis 1925 Teil der Verteidigungslinie. Ein Teil wurde bereits vorher ausgegliedert. Dazu zählen zum Beispiel die 17. und 18. Batterie, welche schon im Jahr 1903 aus dem Verband entfernt wurden sowie die Batterie Kronudden (13. Batterie), welche 1916 ausschied.

## Auswahl der Batterien
| Foto | Bezeichnung                               | Koordinaten und geografische Lage | Mehr Bilder                | Kurzbeschreibung |
| ---- | ----------------------------------------- | --------------------------------- | -------------------------- | --- |
|      | 1. Batterie                               | Lage der 1. Batterie              | 1. Batterie                | Offene Stellung, welche auf Värmdö südlich vom Värmdövägen bei Myttingeviken liegt. Bewaffnung: Zwei 8 Millimeter Maschinengewehre M/1894 auf Selbstfahrlafetten. |
|      | 2. Batterie                               | Lage der 2. Batterie              | 2. Batterie                | Offene Stellung. Sie befindet sich gleich nördlich vom Värmdövägen zwischen Myttinge und Stenslätten. Bewaffnung: Zwei 8 Millimeter Maschinengewehre M/1894 auf Selbstfahrlafetten. |
|      | Myttingebefestigung (3. Batterie)         | Lage der 3. Batterie              | Myttingebefestigung        | Myttingebefestigung, auch 3. Batterie genannt, liegt circa 400 Meter nördlich von der Batterie Nummer 2. Bewaffnung: sechs 8,4 Zentimeter Kanonen in Panzertürmen. |
|      | 4. Batterie                               | Lage der 4. Batterie              | 4. Batterie                | Offene Stellung. Sie befindet sich circa 200 Meter nordöstlich von der Vretabefestigung. Bewaffnung: Zwei 8 Millimeter Maschinengewehre M/1894 auf Selbstfahrlafetten. |
|      | Vretabefestigung (5. Batterie)            | Lage der 5. Batterie              | Vretabefestigung           | Vretabefestigung, auch 5. Batterie genannt, liegt circa 800 Meter nördlich von der Myttingebefestigung. Bewaffnung: vier 8,4 Zentimeter Kanonen M/1881 in Panzertürmen. |
|      | 7. Batterie                               | Lage der 7. Batterie              | 7. Batterie                | Befindet sich im Westen von Värmdö, circa 300 Meter nördlich von der Festung Fredriksborg. Bewaffnung: vier 12 Zentimeter Kanonen M/1885 auf Fahrgestellen. |
|      | Byviksbefestigung (8. Batterie)           | Lage der 8. Batterie              | Byviksbefestigung          | Befindet sich auf Ost-Rindö, circa 500 Meter westlich der Festung Oskar Fredriksborg. Bewaffnung: vier 12 Zentimeter und drei 57 Millimeter Kanonen in Panzertürmen. |
|      | 11. Batterie                              | Lage der 11. Batterie             | 11. Batterie               | Befindet sich zusammen mit der 9. und 10. Batterie in einer Gruppe auf der Nordseite von Rindö. Die 11. Batterie wurde im Zweiten Weltkrieg als Luftabwehrstellung benutzt. Es wurden damals 10,5 Zentimeter Luftabwehrkanonen eingesetzt. |
|      | Rindö Redoute (12. Batterie)              | Lage der 12. Batterie             | Rindö Redoute              | Befindet sich auf West-Rindö. Sie wurde von dem Befestigungsingenieur Johan von Kleen entworfen. Gebaut wurde sie in den Jahren von 1858 bis 1863. Durch die lange Bauzeit war sie schon bei ihrer Inbetriebnahme überaltert. Um dieses Manko auszugleichen, wurde die Anlage mit einer neuen Bewaffnung ausgestattet. Ähnlich wie bei der 12. Batterie (Rindö). |
|      | 12. Batterie (gehört zur Rindö Redoute)   | Lage der 12. Batterie             | 12. Batterie (Rindö)       | Befindet sich im Westen von Rindö einige hundert Meter von der Rindö-Redoute. Bewaffnung: vier 15,2 Zentimeter Kanonen M/98B in Turmlafette M/1900A. 1933 wurde die Batterie nach Landsort verlegt und gehörte somit zur Havsbandlinie. |
|      | Kronuddens Batterie (13. Batterie)        | Lage der 13. Batterie             | Kronuddens Batterie        | Befindet sich auf Kronudden im Ort Vaxholm. Sie wurde auch Portugiesische Batterie genannt. 1904 war sie unter anderem mit vier 27 Zentimeter Hinterladerkanonen ausgerüstet. Dies waren die größten Geschütze der damaligen Küstenverteidigung. |
|      | Pålsundsbatterie (17. Batterie)           | Lage der 17. Batterie             | Keine weiteren Bilder      | Befindet sich auf Bogesundslandet südwestlich der Landfestung Pålsundsbron. Das Gebiet war seit 1713 befestigt. Die darauf folgende Anlage bestand aus gemauerten Bunkern. |
|      | Festung Vaxholm (19. Batterie)            | Lage der 19. Batterie             | Festung Vaxholm            | Erbaut im Jahr 1548. 1604 kamen zusätzliche Verstärkungen hinzu. Im Jahr 1833 erfolgte ein Totalumbau, welcher der Festung ihr heutiges Aussehen verlieh. |
|      | Festung Oskar-Fredriksborg (23. Batterie) | Lage der 22. Batterie             | Festung Oskar Fredriksborg | Befindet sich auf Ost-Rindö am Oxdjupet und wurde in den Jahren 1870 bis 1877 errichtet. Die Festung hat ihren Namen von dem in der Nähe liegenden Ort Oskar-Fredriksborg. |